# Boris Georgievitch Pertchatkine
 (mai 2024).
La mise en forme du texte ne suit pas les recommandations de Wikipédia : il faut le « wikifier ».
Les points d'amélioration suivants sont les cas les plus fréquents. Le détail des points à revoir est peut-être précisé sur la page de discussion.
- Les titres sont pré-formatés par le logiciel. Ils ne sont ni en capitales, ni en gras.
- Le texte ne doit pas être écrit en capitales (les noms de famille non plus), ni en gras, ni en italique, ni en « petit »…
- Le gras n'est utilisé que pour surligner le titre de l'article dans l'introduction, une seule fois.
- L'italique est rarement utilisé : mots en langue étrangère, titres d'œuvres, noms de bateaux, etc.
- Les citations ne sont pas en italique mais en corps de texte normal. Elles sont entourées par des guillemets français : « et ».
- Les listes à puces sont à éviter, des paragraphes rédigés étant largement préférés. Les tableaux sont à réserver à la présentation de données structurées (résultats, etc.).
- Les appels de note de bas de page (petits chiffres en exposant, introduits par l'outil «  Source ») sont à placer entre la fin de phrase et le point final[comme ça].
- Les liens internes (vers d'autres articles de Wikipédia) sont à choisir avec parcimonie. Créez des liens vers des articles approfondissant le sujet. Les termes génériques sans rapport avec le sujet sont à éviter, ainsi que les répétitions de liens vers un même terme.
- Les liens externes sont à placer uniquement dans une section « Liens externes », à la fin de l'article. Ces liens sont à choisir avec parcimonie suivant les règles définies. Si un lien sert de source à l'article, son insertion dans le texte est à faire par les notes de bas de page.
- La présentation des références doit suivre les conventions bibliographiques. Il est recommandé d'utiliser les modèles {{Ouvrage}}, {{Chapitre}}, {{Article}}, {{Lien web}} et/ou {{Bibliographie}}. Le mode d'édition visuel peut mettre en forme automatiquement les références.
- Insérer une infobox (cadre d'informations à droite) n'est pas obligatoire pour parachever la mise en page.

Pour une aide détaillée, merci de consulter Aide:Wikification.
Si vous pensez que ces points ont été résolus, vous pouvez retirer ce bandeau et améliorer la mise en forme d'un autre article.
Boris Georgievitch Pertchatkine (en russe : Бори́с Гео́ргиевич Перча́ткин) (né le 01/07/1946) est le participant le plus célèbre du mouvement d'émigration religieuse de Nakhodka de la fin des années 1970 au début des années 1980, le défenseur des droits de l'homme qui a fait pression aux États-Unis pour l'adoption de l'« Amendement Lautenberg » de 1989, à la suite duquel environ 1 million de personnes originaires des pays de l'ex-URSS ont émigré aux États-Unis.

## Biographie
Boris Pertchatkin est né dans la famille d'un pilote militaire décédé dans un accident de voiture peu après la naissance de Boris. Quelque temps après la mort de son premier mari, la mère de Boris s'est remariée avec un militaire qui, en 1953, a été arrêté pour non-respect des ordres lors des émeutes et condamné à 25 ans d'exil dans les camps de Vorkouta. À l'âge de 16 ans, Boris fonde une église pentecôtiste dans la ville de Nakhodka, à laquelle il rejoint. Plus tard, il a collecté des informations sur la persécution des croyants et les a activement partagées avec des journalistes étrangers.
En 1976, Pertchatkine, avec ses associés Vasily Patrushev, V. A. Burlachenko et Vladimir Stepanov, a établi des contacts avec des dissidents à Moscou et a reçu des recommandations « pour diriger la vague d'émigration dans une direction organisée ». La même année, un représentant du Groupe Helsinki de Moscou, L.V. Voronina, est arrivé à Nakhodka. À partir de cette année, Pertchatkin a activement recherché le départ massif des pentecôtistes de l'URSS. La même année, Pertchatkine a adressé des appels à l'ONU, au Conseil œcuménique des Églises et aux chefs d'État signataires des Accords d'Helsinki, dans lesquels il a parlé de la persécution constante des croyants en URSS.
En 1977, avec Nikolai Goretoï, il a pris la défense des dissidents arrêtés Alexander Ginzburg, Yuri Orlov et Anatoly Sharansky, faisant appel aux chrétiens du monde au nom des pentecôtistes. La même année, avec d'autres chrétiens de différentes confessions, il participa à une grève de la faim publique dont le but était d'obtenir l'autorisation pour les chrétiens persécutés de quitter l'URSS.
Le 20 décembre 1978, Pertchatkin a tenté d'envoyer un télégramme de félicitations pour le Nouvel An au président des États-Unis Jimmy Carter via la poste de Nakhodka avec une demande d'attention à ceux qui n'ont pas la liberté de religion,.
Depuis 1979, il a mené un travail d'organisation pour créer un Centre pour les croyants favorables à l'émigration en URSS, prétendant en être le chef. En 1980, il a été élu secrétaire du Conseil créé des Églises pentecôtistes soviétiques enclines à émigrer. Fin 1979, Pertchatkin écrivit une déclaration « Au Congrès et au gouvernement des États-Unis, aux gouvernements du Canada, d'Australie, d'Angleterre, d'Allemagne, de France et d'Italie », dans laquelle il parlait de la réalité soviétique, des dispositions du programme de le PCUS sur les questions religieuses en URSS et a exposé la législation soviétique sur les cultes religieux.
Il était le membre le plus actif du comité des croyants qui demandaient l'émigration. Le gouvernement soviétique a organisé la persécution de Pertchatkine et de sa famille en publiant des articles dans le journal de la ville centrale : « Hypocrites en gros et au détail », « Convictions de convenance », « Avant qu'il ne soit trop tard », etc.
Le 21 août 1980, Pertchatkin a été arrêté à Nakhodka et, fin mars 1981 il a été condamné en vertu de l'article 190.1 du Code pénal de la RSFSR pour avoir diffusé « des inventions délibérément fausses discréditant l'État et le système social soviétiques ». 2 ans de prison. Selon la station de radio Voice of America, au cours de l'enquête et du procès, des produits chimiques ont été utilisés sur Pertchatkin, ce qui lui a fait perdre connaissance.
En août 1982, Pertchatkin a été libéré et a ensuite continué à demander le droit d'émigrer hors d'URSS. En février 1983, il a été de nouveau arrêté puis condamné en vertu de la partie 2 de l'article 218 du Code pénal de la RSFSR à un an et demi pour port illégal d'arme blanche.
En 1987, Pertchatkin a rédigé un rapport pour le Congrès américain « Sur l’état de la religion en URSS ». Ce rapport a été lu au Congrès des États-Unis et Pertchatkin a été invité à une réunion avec le secrétaire d'État américain Shultz pour parler de migration religieuse, ainsi qu'avec le juge en chef de la Cour suprême des États-Unis Rehnquist et le sous-secrétaire d'État américain pour les affaires religieuses. En mai 1988, lorsque le président américain Ronald Reagan est venu en visite officielle en URSS pour rencontrer Gorbatchev, Pertchatkin a été invité à une réunion avec l'épouse de Reagan, Nancy Reagan, au sein d'une délégation de 40 personnes pour discuter de la question de la liberté religieuse en URSS. Le 30 mai 1988, Pertchatkin représentait les protestants soviétiques à cette réunion. Pendant environ deux heures, il a parlé à Nancy Reagan de la situation de la liberté de religion en URSS, après quoi Nancy Reagan a invité Pertchatkin à lire un rapport sur la situation de la religion en URSS au Congrès des États-Unis.
Le 26 juillet 1988, Pertchatkin a émigré aux États-Unis avec toute sa famille. Le 4 août, il s'est exprimé au Congrès américain avec un rapport sur le génocide des croyants en URSS,,, dont il a ensuite discuté avec des membres du Congrès, des sénateurs et des diplomates. Le résultat de ces discussions fut l'adoption en 1989 de « l'Amendement Lautenberg », du nom du sénateur démocrate du New Jersey Frank Lautenberg. Au cours de la première décennie de cet amendement, environ 350 000 migrants religieux sont entrés aux États-Unis dans le cadre de cet amendement,, et jusqu'en 2010, environ 1 million. L’exode massif des pentecôtistes de Nakhodka a commencé en 1988, lorsque 152 adultes sont partis, sans compter les jeunes enfants. En 1989, 45 pentecôtistes adultes ont émigré de Nakhodka.
Aux États-Unis, Pertchatkin a créé son propre site Internet, sur lequel il a décrit les détails de son arrestation et de son emprisonnement pendant la lutte pour l'émigration et a organisé l'organisation chrétienne de défense des droits de l'homme ARRC (American-Russian Relief Committee). Il a également publié un livre autobiographique, «Sentiers de feu», qui a été réimprimé plusieurs fois.

## Mention
Boris Pertchatkine, parmi d'autres prisonniers politiques, a été mentionné par Andrei Sakharov dans son article « Responsabilité des scientifiques », écrit en 1981.

## Sources
- (ru) O.P. Ostrovskaya et M.A. Tuliglovich, Судьбы участников эмиграционного движения пятидесятников на дальнем востоке в 1970-1980-х гг. (Digest of articles), Khabarovsk, Дальневосточный юридический институт Министерства внутренних дел Российской Федерации,‎ 23 juin 2017 (ISBN 978-5-9753-0229-8, lire en ligne), « Владивосток – точка возвращения: прошлое и настоящее русской эмиграции. Материалы Второй международной научной конференции »
- (uk) V.O. Gura, « Історія та есхатологічні мотиви релігійної еміграції пізніх протестантів із СРСР 1987–2017 », Гілея: науковий вісник, Kiev, Andriouchchenko Viktor Petrovitch,‎ 2018, p. 171–175 (ISSN 2076-1554, lire en ligne)
- (ru) Victoria Semionova, « Борис Перчаткин — о том, как помогал верующим из СССР попасть в США », sur usa.one,‎ 3 janvier 2020 (consulté le 25 septembre 2023)
- (ru) Mikhail Romanovitch, « Правозащитник, Борис Перчаткин, смертельно болен - Статьи - Материалы - Церковь Спасение, г. Барановичи, Беларусь », sur spasenie.by (consulté le 26 septembre 2023)